# Asociación Deportiva Municipal San Ramón
La Asociación Deportiva Municipal San Ramón más conocido como Municipal San Ramón, fue un equipo profesional de fútbol, con sede en la ciudad de San Ramón, provincia de Alajuela, Costa Rica. Compitió en la Segunda División de Costa Rica desde 2014 hasta su desaparición en 2021 debido a que el dueño de la franquicia la trasladó a la localidad de Belén para fundar a Escorpiones de Belén.
El equipo se dio a la tarea de tratar de ser el sucesor directo y heredero deportivo de la tradición futbolística en el cantón promovida por la Antigua Asociación Deportiva Ramonense (ADR), club desaparecido en el año 2013 luego de los problemas económicos y administrativos que lo afectaron aunque gracias a la iniciativa de vecinos y jugadores del cantón el equipo Asociación Deportiva Ramonense volverá a refundarse y competir en la Primera División de LINAFA a partir del 2022.

## Historia

### Antecedentes
Para el Torneo de Apertura de la Liga de Ascenso del 2010-2011, la Asociación Deportiva Ramonense sufrió una profunda transformación y pasó a ser administrada por El Poeta de Occidente Sociedad Anónima Deportiva con el principal patrocinio del Grupo Icono. Dicha sociedad adquirió el 51% de las acciones de la ADR dejando el restante 49% en manos de la Asociación Deportiva. Dentro de las nuevas políticas administrativas, se cambió el nombre a Club Deportivo Ramonense y el logo de la institución se modernizó manteniendo siempre el rojo y blanco como sus colores principales. 
Sin embargo, esta administración sólo duró un campeonato, pues el principal patrocinador del club y presidente del Grupo Icono, Minor Vargas, fue arrestado y encarcelado en enero de 2011 en Estados Unidos debido a fraudes con reaseguradoras.
El equipo fue retomado en ese mismo torneo por una empresa local, denominada de igual forma Acción Deportiva Ramonense, organización que no logró sacar adelante la institución ante las deudas millonarias con la planilla y con sus obligaciones acumuladas con la Caja Costarricense de Seguro Social.
De tal forma, el órgano de competición (LIFUSE) dejó de programarle partidos al club, con su consiguiente descenso a la Liga de Fútbol Aficionado (LINAFA).
A mediados del 2013, la Asociación Deportiva que la conformaba fue liquidada antes de que el equipo jugara un solo partido en LINAFA; con ello, cerró una historia continua de 60 años de existencia.

### La Asociación Deportiva Municipal San Ramón
El equipo de la Asociación Deportiva Municipal San Ramón fue fundado el 10 de octubre del 2013, cuando la ADR tenía un torneo completo sin poder competir y posteriormente había desaparecido como institución. 
Este nuevo club se creó gracias a un grupo de empresarios e inversionistas privados ramonenses con el fin de devolverle a la comunidad un equipo profesional de fútbol en competencia nacional.
Para lograrlo, ese mismo año se inscribieron en la Primera División de  LINAFA y así le dieron la misma continuidad deportiva del equipo desaparecido. En total, el Municipal San Ramón disputó dos campeonatos de la tercera categoría, sin lograr el objetivo de ascender (2014-2015 y 2015-2016). 
Para el torneo de la Segunda División del año 2016-2017, la Junta Directiva adquirió la franquicia del Deportivo Cartagena Guanacaste y así pudieron inscribirse con el equipo ramonense en el campeonato de la Liga de Ascenso, manteniéndose hasta la actualidad en ella. 
El primer campeonato de la Segunda División en el cual participó fue el Torneo Apertura 2016, en el que ocupó un aceptable 4° lugar en su grupo.

## Datos del club
- Nombre: Asociación Deportiva Municipal San Ramón
- Fundación: 10 de abril de 2013
- Debut en Segunda: Torneo Apertura 2016
- Temporadas en Primera División: 0
- Temporadas en Segunda División: 2
- Temporadas en Linafa: 2 (2014 - 2015 y 2015 - 2016)

## Uniforme
- Uniforme titular: Camiseta roja, pantalón rojo, medias rojas.
- Uniforme alternativo: Camiseta blanca, pantalón blanco, medias blancas.

## Estadio
El estadio es propiedad de la Municipalidad de San Ramón y lo utiliza el equipo de la Segunda División de Costa Rica,la Asociación Deportiva Municipal San Ramón el cual representa a dicho cantón. Además, el equipo de la Asociación Deportiva de Fútbol Femenino de San Ramón lo utiliza como casa en el Campeonato de Primera División de esa disciplina.
Lleva por nombre el del señor Guillermo Vargas Roldán, quien llegó al pueblo ramonense de joven allá por el año 1951. Su interés era trabajar un tiempo en nuestra ciudad y luego trasladarse a San José, ya que es oriundo de Barrio México. Sin embargo el señor Vargas Roldán se mantuvo por más de tres décadas en el equipo, convirtiéndose en un verdadero benefactor de la institución.
El estadio tiene capacidad para 2500 aficionados, cuenta con grama natural.
Sus graderías están ubicadas hacia los costados este (la de sol) y oeste (la de sombra) y tiene espacio suficiente para construir graderías hacia los lados norte y sur, además cuente con iluminación artificial.
Para el año 2016. el Instituto Costarricense del Deporte ICODER asignó un presupuesto de 100.000.000 colones para realizar mejoras en batería sanitarias, camerinos, tapias de cerramiento y cubierta de techo de gradería.